# Camion radiocommandé

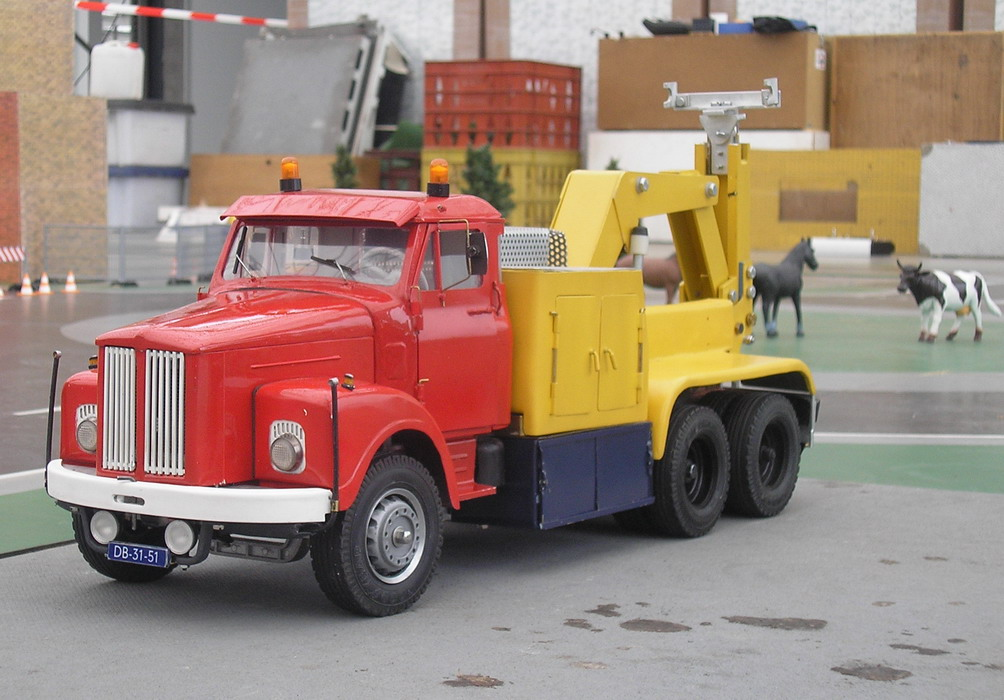
Un camion radiocommandé en 1:16.

Les camions radiocommandés (camions RC) sont des modèles réduits de véritables camions pilotés à distance via une radiocommande.
Initialement, le modélisme camion consistait essentiellement à reproduire le plus précisément possible des modèles de camions (porteurs ou semis) mais l'activité a par la suite été étendu aux engins de chantier tels que les excavatrices ou les bouteurs.
Tout comme le modélisme nautique, ce type de modélisme s’intéresse d’une part au réalisme et à la précision, mais également au pilotage du modèle.
Des espaces spécialisés "modélisme camions" ont vu le jour sur internet, sur les réseaux sociaux, ce qui a permis à ces modélistes passionnés, alors peu nombreux sur le territoire français de pourvoir enfin échanger et se réunir.

## Échelles utilisées
- 1/16 : est l’échelle choisie par la marque Robbe. Les camions Robbe sont radiocommandés.
- 1/16 : est l’échelle officiellement utilisée par la marque allemande Wedico. Ce constructeur est spécialisé dans les camions RC mais aussi des engins de chantier.
- 1/14 : est l’échelle choisie par Tamiya, le géant japonais du modélisme, pour sa série de camions RC.
- 1/32 : est l’échelle choisie par Siku, qui propose différents camions RC (camion benne, camion transporteur, tracteur agricoles…).

## Fabricants

### Wedico
La firme allemande est la créatrice du concept de camions RC.
Leurs modèles à l’échelle 1:15 sont entièrement métalliques (châssis et cabines) et les carrosseries sont livrées déjà peintes.
Il existe de nombreux modèles de cabines : les Européens Mercedes-Benz SK et Actros, le MAN F90, plusieurs versions du Scania CR19; et les Américains comme Peterbilt et Freightliner.
Des options mécaniques (différentiels améliorés, vaste choix de châssis…), esthétiques (pare buffles, pièces chromées…) ou fonctionnelles (semi-remorques, plateaux, citernes…) sont disponibles. Il existe également des systèmes électriques complexes qui permettent de reproduire l’éclairage et le bruit d’un véritable camion.

### Tamiya

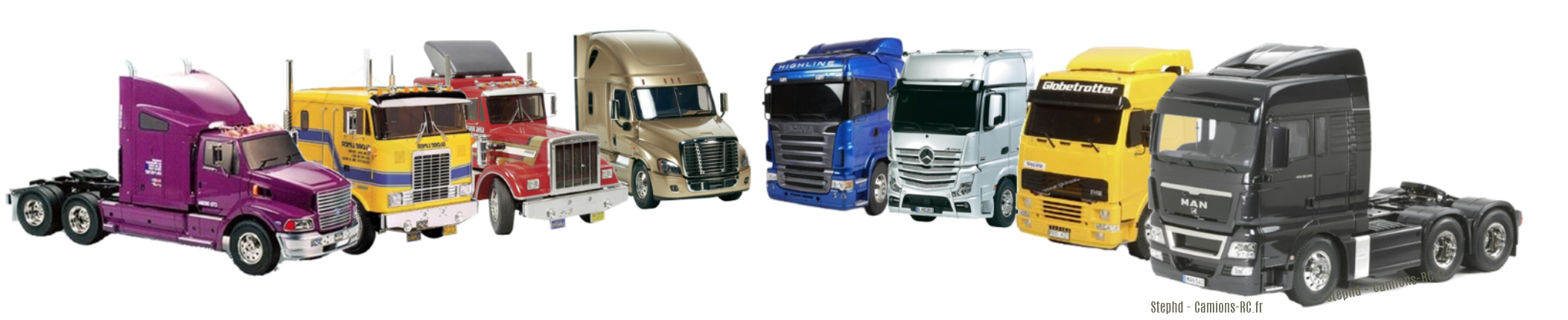
Gamme de camion Tamiya.

#### Gamme Tamiya poids Lourds
Les modèles proposés par Tamiya sont en ABS à l’exception des longerons de châssis en aluminium et de quelques pièces en acier. 
La carrosserie n’est pas peinte d’origine (sauf sur certains modèles ; par exemple « MAN GLX »).
Tamiya propose quatre tracteurs américains (trois essieux dont deux moteurs), six tracteurs européens (deux essieux dont un moteur) ainsi que trois porteurs. 
Les modèles américains sont inspirés de modèles existants mais n'affichent pas de marque précise à l'exception du Ford Aeromax. 
Les européens, en revanche, sont des copies de modèles existants : Scania R470, R620, Volvo FH12,MAN TGX 26. 540 XLX, Mercedes 1838LS et L. 

Pour compléter la gamme, plusieurs remorques de style américain sont également disponibles ainsi que quelques options comme le Multi Functions Unit (MFU) qui permet d’éclairer tout le camion et de le doter d'un bruitage accompagné de vibrations.

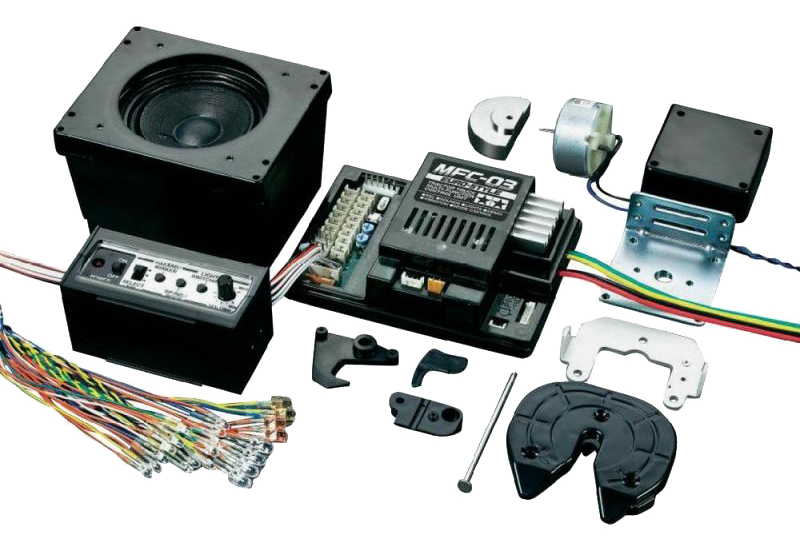
Tamiya - camion-MFU.

Ces camions fonctionnent avec un moteur 540 7,2v Mabuschi (classique de chez Tamiya) et possèdent une boîte de vitesses à trois rapports.
Ils possèdent beaucoup de détails, mais sont beaucoup moins modulables que les Wedico.

#### Des Options
Tamiya propose un ensemble de produit permettant d'améliorer les kits de camion radiocommandé. 
Les extensions électroniques telle que la série des MFU (électronique de pilotage du son, de l’éclairage et le variateur moteur...), permettent de rendre le modèle réduit plus réaliste. 
Ces dispositifs sont étudiés de manière à permettre aux moins chevronnés en matière d’électricité ou d'électronique de pouvoir installer facilement ces équipements supplémentaires, via des connecteurs miniature.
Les plus hardis pourront s'aventurer dans l’amélioration de ces kits complémentaires afin d'augmenter le réalisme.
De nombreuses pièces sont vendues pour améliorer les performances, personnaliser les carrosseries, pour un meilleur rendu réaliste. Depuis ces dix dernières années, Tamiya propose chaque année,  à tous les passionnés, de nouveaux modèles de camion, remorque, pour le bonheur des modélistes.

De plus Tamiya, propose aussi depuis deux ans des reproductions de camion spécialisés pour le TP (travaux publics).

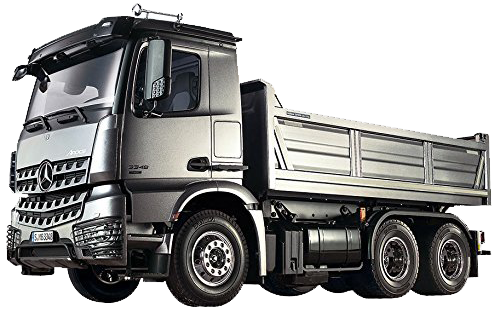
Camion à benne basculante Tamiya.

## Engins de chantier radiocommandés
Les engins de chantier radiocommandés sont des reproductions d’excavatrices, de bouteurs et de tombereaux qui, à l’image de leurs cousins de taille réelle, sont capables d’effectuer de lourdes tâches comme creuser la terre. Cette utilisation réclame une puissance et une robustesse très importante, c’est pourquoi ces modèles sont entièrement métalliques et activés par de puissants systèmes hydrauliques.